# Cyril Knowles
Pour les articles homonymes, voir Knowles.
Cyril Knowles, né le 13 juillet 1944 à Fitzwilliam (Angleterre), mort le 30 août 1991 à Middlesbrough (Angleterre), était un footballeur anglais, qui évoluait au poste de défenseur à Tottenham Hotspur et en équipe d'Angleterre.

## Carrière de joueur
- 1963-1964 : Middlesbrough FC
- 1964-1976 : Tottenham Hotspur

## Palmarès

### En équipe nationale
- 4 sélections et 0 but avec l'équipe d'Angleterre entre 1967 et 1968.

### Avec Tottenham Hotspur
- Vainqueur de la Coupe UEFA en 1972.
- Vainqueur de la Coupe d'Angleterre de football en 1967.
- Vainqueur de la Coupe de la Ligue anglaise de football en 1971 et 1973.
- Vainqueur du Charity Shield en 1967.
- Vainqueur de la Coupe de la Ligue anglo-italienne en 1971.
- Finaliste de la Coupe UEFA en 1974.

## Carrière d'entraîneur
- 1983-1987 : Darlington FC
- 1987-1989 : Torquay United
- 1989-1991 : Hartlepool United